# Jan Heřmánek
Jan „Jenda“ Heřmánek (28. května 1907, Dolní Lhota (Benešov) – 13. května 1978, Praha) byl český a československý boxer a nepáskovaný mistr bojových umění – za svůj život vychoval řadu výborných závodníků. V roce 1928 vybojoval historický první českou olympijskou medaili v boxu na olympijských hrách v Amsterdamu a zároveň tím boxing v Československu zpopularizoval.

## Sportovní kariéra
Pocházel z Dolní Lhoty na Benešovsku. S boxingem začal při učení v Praze v tělocvičně u Rajské zahrady. Bydlel u příbuzných na Žižkově. Od listopadu 1924 boxoval za nově vzniklý klub BC Smíchov v kulturním sále hospody U Santošky (později v tělocvičně německé školy v Preslově ulici) pod vedením dvou původem kladenských profesionálů Františka Dykasta a Josefa Vlčka. Svůj první zápas odboxoval v pondělí 9. března  1925 v Národním domě na Smíchově na II. rohovnickém večeru BC Smíchov. Svého soupeře Zámečníka porazil k.o. po dvou minutách zápasu.
V listopadu 1926 poprvé reprezentoval Československo při mezistátním utkání s Maďarskem v Budapešti. Československo prohrálo 4:8 a byl jedním ze dvou boxerů, kteří svůj zápas vyhráli. Šlo o neoficiální střetnutí, protože Československá unie boxerů amatérů (ČsUBA) (založena v dubnu 1925) nebyla členem žádné mezinárodní organizace. Členem FIdeBA se stala teprve v lednu v olympijském roce 1928. Důvodem trvání přijetí byla mezinárodní pravidla FIdeBa, které některé české kluby sdružené v ČsUBA odmítaly akceptovat.

### Hořkost stříbrné olympijské medaile 1928
Olympijský turnaj a křivda na Heřmánka se stala mementem špatného náhledu na rozhodčí po celá desetiletí a jednoduchá výmluva v případě, že některý z českých závodníků na turnaji neuspěl. Důvod proč ve finále střední váhy do 72,6 kg rozhodčí zvolili za vítěze Itala Piera Toscaniho byl asi celkově slabá prestiž a horší dojem na ČsUBA v akceptaci a řízení se mezinárodními amatérskými pravidly FIdeBA. Pojetí československého boxingu vyšlo od profesionálů – aktivní, divácky atraktivní boj, jít po soupeři a lidově řečeno ho vypnout (K.O.). Amatérský box se proti tomu způsobu boje vyhrazoval, zakládal si a bodoval čistotu a přesnost úderu. Tzv. mlátičky, bijci spoléhající se na údery švihem neměli u některých rozhodčích z amatérského ringu pochopení. Osobní trenér Heřmánka František Dykast byl kovaný profesionál. V dubnu 1927 odstoupil předseda ČsUBA Josef Čech na protest, že se mu nedaří dva roky prosadit mezinárodní pravidla FIdeBA na úkor starých, zavedených pravidel boxingu z dob Rakouska-Uherska. V lednu 1928 byla sice ČsUBA přijata do FIdeBA, ale mezinárodní pravidla se tiskla teprve v březnu.
Jeho start na srpnových olympijských hrách v Amsterdamu byl dopředu znám. V amatérském ringu si vybudoval za dva roky pozici reprezentační jedničky ve střední váze a dokázal také čelit soupeřům v mezistátních utkáních. Pro olympijskou přípravu ho dokonce uvolnila armáda, kde plnil základní vojenskou službu u 5. ženijního pluku v Karlíně. Přípravu na olympijské hry absolvoval pod dohledem trenéra Františka Dykasta a manažera klubu BC Smíchov Vladimíra Hrubana. Hruban zajišťoval finance a prostory pro trénink – středa, sobota v Hoyerově tělocvičně v hotelu Zlatá Husa, v pondělí ve Strakově akademii – v tělocvičně BC Smíchov neměli stálý ring. Závěrečná příprava proběhla v trampské osadě u Vraného nad Vltavou.
Do Amsterdamu odjížděl začátkem srpna z Wilsonova nádraží společně s Františkem Nekolným a Tomášem Poetschem pod vedením Vladimíra Hrubana a rozhodčího Karla Kroupy. Vlakem jeli celé dva dny s přestupy. Ubytovaní byli v námořnickém institutu v Zandvoortu asi 30 km od Amsterdamu. Prvním kdo vstoupil do ringu byl 7. srpna Tomáš Poetsch v lehké váze do 61,2 kg. Proti Američanovi Stephenu Halaikovi bojoval aktivně, ale byl diskvalifikován za nedovolený úder pod pás (uppercut). František Nekolný prohrál v úvodním kole velterové váhy do 63,5kg s Francouzem Robertem Galataudem. Podle Vladimíra Hrubana a pískajícího publika měl vyhrát Nekolný, a proto podal protest u jury. Protest jury zamítla a tak se Hruban rozhodl z turnaje odhlásit posledního člena týmu Heřmánka. V tom mu však zabránil předseda československého olympijského výboru Josef Rössler-Ořovský.
Heřmánek se snad nejlépe z československého týmu popasoval s pravidly FIdeBa. V úvodním kole porazil před časovým limitem Lucemburčana Georgese Pixiuse a ve čtvrtfinále vybodoval Američana Harry Hendersona. V semifinále porazil na body mladšího bratra dvojnásobného olympijské vítěze Harry Mallina Freda – v československé literatuře a tisku se zaměňovali. Ve finále proti němu stál Ital Pietro Toscani. Toscaniho největší předností byl ostrý pravý gard. Podle dobového tisku, pozdějších popisů a životopisu Františka Nekolného Ital sotva stál na konci zápasu na nohou a byl po celý zápas odevzdaným soupeřem – není k dispozici záznam střetnutí, pro skutečně objektivní analýzu a přesnosti/chybovosti bodování. Celou situaci po skončení zápasu komentoval pro Večerní list na místě přítomný rozhodčí Karel Kroupa: Nikdo z nás neočekával toho, co se stalo. Speaker hlásil megafonem Hallo, Hallo vainquer Italie. Vše překvapením ztichlo, pak se ale peklo probudilo. Situace musela uklidňovat policie. Dav vtrhnul do ringu a odnesl plačícího Heřmánka k soudcovskému stolu, kde požadovali změnu rozhodnutí. Zápas rozhodovali tři rozhodčí – Brit, Němec a Belgičan v poměru 2:1 pro Itala. Jediný Belgičan měl na bodovacím lístku 60:30 pro Heřmánka, což dle rozhodčího Kroupy odpovídalo průběhu zápasu. Písemný protest podaný na místě jury zamítla. Hlasovací lístky byly platné. Nikdy nevyřešenou otázkou zůstalo, jaké pohnutky vedly Angličana a Němce k tomu, že bodovali proti Heřmánkovi. Všechny písemné protesty FIdeBA i Mezinárodní olympijský výbor zamítla. V roce 1929 přišel bulvární denník Expres se zjištěním, že při zpětném zkoumání bodovacích lístků s výpovědmi rozhodčích byl rozpor u německého rozhodčího. Německý rozhodčí, jehož jméno Expres neuvedl měl prohlásit, že hlasoval pro Heřmánka jako jasného vítěze, jeho bodovací lístek však vyzněl pro Itala. Tento rozpor německého rozhodčího ve výpovědi se pravděpodobně dále nevysvětlili. V dubnu deník Večer psal, že Heřmánkův protest z olympiády není dosud vyřízen Výsledky se neměnily ani po letech a Heřmánek se tak musel smířit se stříbrnou olympijskou medaili – dle současných měřítek a lepší práce československé diplomacie by mu byla zpětně udělena zlatá olympijská medaile společně s Italem. Po návratu z olympijských her musel nasluhovat základní vojenskou službu v Karlínských kasárnách, ale jak uvedl v jednom z rozhovorů, měl u velitele pluku jistých úlev, snad i kvůli svému psychickému traumatu z olympijských her.
Jeho emotivně silný příběh z olympijských her znamenal zvýšený zájem veřejnosti o boxing. Byl ideálním začátkem pro profesionální boxerskou kariéru. Mezi amatéry se však rozhodl zůstat. Při svém posledním mezistátním střetnutí v amatérském ringu v září s Maďarskem utrpěl v zápase s Lajosem Szigetim zranění na ruce (záprstní kůstky), které ho v následujících letech omezovalo v přípravě.
K přestupu k profesionálům se nakonec rozhodl na podzim 1929 z přetrvávajících existenčních důvodů. První smlouvu podepsal s promotérem Františkem Kaiserem 18. prosince 1929.

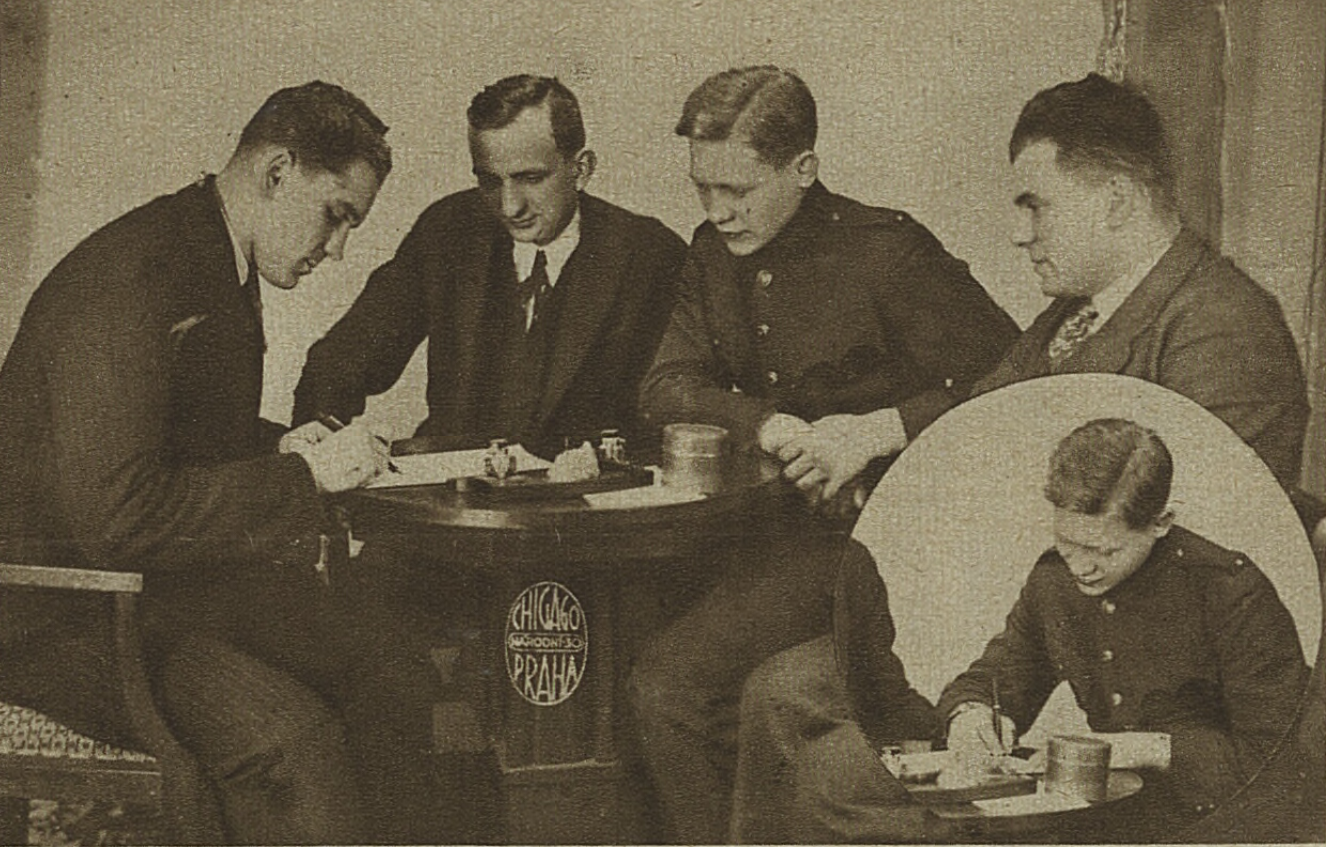
18.12.1929: Jenda Heřmánek a Franta Nekolný při podpisu první profesionální smlouvy. Na snímku dále promotér František Kaiser a matchmaker Rudolf Taussig.

### Profesionál
Svůj první zápas v profesionálním ringu měl domluven na 7. ledna 1930 na boxerském galavečeru v Lucerně. Jeho soupeřem byl bronzový medailista z olympijských her 1928 Belgičan Léonard Steyaert. Souboj dvou boxerů, které na olympijských hrách vyřadil Ital Piero Toscani skončil remízou, byť redaktoru Poledního listu se více líbil styl Belgičana.
Při svém druhém domluveném zápase v berlínském Spichernringu s domácím Georgem Gebstädtem však nečekaně prohrál. Ve druhém kole ho Němec zasáhl úderem pravačkou na bradu, po kterém byl poprvé počítán. Od té chvíle se pouze bránil a ve čtvrtém kole rozhodčí zápas ukončil jeho porážkou technickým k.o. Následně měl domluvený zápas s Maďarem Sándorem Künstlerem, ze kterého sešlo. Manažer Vladimír Hruban omluvil jeho start vleklým zraněním ruky.
V době závodní nečinnosti se začal věnovat trenérské práci v domácím oddíle BC Smíchov. V létě 1931 ohlásil comeback do profesionálního ringu. Zápas byl domluven na 1. září na mezinárodní boxerský meeting na hřišti Sparty na Letné s rakouským mistrem Hansem Wesselitschem. Zápas na osm kol s šestiuncovými rukavicemi vyhrál na body. Další domluvený zápas s Francouzem Louisem Vauclardem proběhl 26. září v Lucerně. V souboji s Francouzem utrpěl dvě krvavá zranění na obličeji, kvůli kterým v 5. kole zápas vzdal. Tím si jak se později ukázalo, definitivně uzavřel cestu do nejvyšších pater profesionálního boxingu. Poslední známý zápas odboxoval v polotěžké váze do 79,2 kg na galavečeru v Lucerně 22. září 1932 se svým kamarádem Václavem Hockým, trenérem klubu ČAK Vinohrady. Zápas v exhibičním duchu dvou již významných pražských trenérů vyhrál na body. V prosince 1932 zrušil plánovaný zápas s Bohumírem Koňasem z důvodu nemoci.
Jan Heřmánek patřil v gentlemanům boxerského ringu. Boxoval nejčastěji z pravého gardu a jeho nejobávanějším úderem byl levý direkt na spodní čelist a pravý zvedák na žebra. Měl všechny vlastnosti správného amatérského sportovce. Jeho povahové vlastnosti ho na druhou stranu nepředurčovali k úspěšné kariéře mezi profesionály. Chyběl mu potřebný elán, vůle jít za svým cílem, umět se prosadit za každou cenu, navazovat známosti i s nesympatickými lidmi a umět s nimi komunikovat, mít pochopení (toleranci) pro zákulisní hru (sázení), která k profesionálnímu sportu patří.

### Výsledky
| Olympijské hry        |    |    | 2. |    |  |  |
| Mistrovství Evropy    |    | —  | 2. |    |  |  |
| Mistrovství republiky | 1. | 1. | 1. | 1. |  |  |

### Olympijské hry
| Olympijské hry                 | Olympijské hry                 | Olympijské hry                 | Olympijské hry                 | Olympijské hry                 | Olympijské hry                 | Olympijské hry                 | Olympijské hry                 |
|                                | Výsledek                       | Bilance                        | Soupeř                         | Výsledek                       | Datum                          | Turnaj                         | Místo                          |
| 1928 Olympijské hry do 72,6 kg | 1928 Olympijské hry do 72,6 kg | 1928 Olympijské hry do 72,6 kg | 1928 Olympijské hry do 72,6 kg | 1928 Olympijské hry do 72,6 kg | 1928 Olympijské hry do 72,6 kg | 1928 Olympijské hry do 72,6 kg | 1928 Olympijské hry do 72,6 kg |
| ------------------------------ | ------------------------------ | ------------------------------ | ------------------------------ | ------------------------------ | ------------------------------ | ------------------------------ | ------------------------------ |
| finále                         | prohra                         | 3-1                            | Piero Toscani (ITA)            | Hlasování (1:2)                | 7. až 11. srpna 1928           | Olympijské hry                 | Amsterdam, Nizozemsko          |
| semifinále                     | vítězství                      | 3-0                            | Frederick Mallin (GBR)         | Hlasování                      | 7. až 11. srpna 1928           | Olympijské hry                 | Amsterdam, Nizozemsko          |
| čtvrtfinále                    | vítězství                      | 2-0                            | Harry Henderson (USA)          | Hlasování                      | 7. až 11. srpna 1928           | Olympijské hry                 | Amsterdam, Nizozemsko          |
| 2. kolo                        | vítězství                      | 1-0                            | Georges Pixius (LUX)           | TKO                            | 7. až 11. srpna 1928           | Olympijské hry                 | Amsterdam, Nizozemsko          |

### Profesionální zápasy
| Profesionální zápasy | Profesionální zápasy | Profesionální zápasy   | Profesionální zápasy | Profesionální zápasy | Profesionální zápasy    | Profesionální zápasy |
| Výsledek             | Bilance              | Soupeř                 | Výsledek             | Datum                | Akce                    | Místo                |
| -------------------- | -------------------- | ---------------------- | -------------------- | -------------------- | ----------------------- | -------------------- |
| vítězství            | 2–1–2                | Václav Hocký (TCH)     | Hlasování            | 22. září 1932        | Galavečer v Lucerně     | Lucerna, Praha       |
| prohra               | 1–1–2                | Louis Vauclard (FRA)   | TKO                  | 26. září 1931        | Galavečer v Lucerně     | Lucerna, Praha       |
| vítězství            | 1–1–1                | Hans Wesselitsch (AUT) | Hlasování            | 1. září 1931         | Meeting AC Sparta Praha | Letná, Praha         |
| prohra               | 0–1–1                | Georg Gebstädt (GER)   | TKO                  | 13. února 1930       |                         | Spichernring, Berlín |
| remíza               | 0–1–0                | Léonard Steyaert (BEL) | Hlasování            | 7. leden 1930        | Galavečer v Lucerně     | Lucerna, Praha       |

## Trenérská práce
Trenérské práci se začal aktivně věnovat v roce 1930 v domovském oddíle BC Smíchov, když kvůli vleklým problémům se zápěstím musel na čas přerušit sportovní kariéru. Po svém neúspěšném comebacku v roce 1931 se již začal plně věnovat trénování. Na spolupráci se dohodl s manažerem klubu SK Český Lev Praha (ČLP) Rudolfem Taussigem. Tréninky probíhaly v gymu v Rejskově ulici na Vinohradech. Zde pod jeho vedením vstoupil do profesionální ringu Vilém Jakš. V ČLP se pod jeho vedením připravovali také zahraniční boxeři jako Rus Ivan Odincov nebo Jugoslávec Mate Fouqué (pozdější propagátor boxu v Liberci).
Od listopadu 1934 vedl dvakrát týdně ve středu a v sobotu tréninky ve Vysokoškolském sportu v tělocvičně Marathon v Černé ulici. Na podzim 1935 se domluvil na trénování s nově vzniklým klubem BC Praha, kde pod jeho vedením slavili úspěchy Florián Skalický nebo Antonín Rybář Tréninky vedl v tělocvičně Jiráskova gymnázia (dnes ZŠ) v Resslově ulici. Od roku 1938 vedl také tréninky v BC Roudnice nad Labem. Od roku 1939 se vrátil do domovského klubu BC Smíchov a vedle trenérské práce se v období Protektorátu Čechy a Morava věnoval také promotérské práci (organizace boxerských galavečerů). Ve své trenérské práci byl také aktivní na různých sportovních táborech a kurzech. V období Protektorátu musel být jako celá řada jiných sportovních instruktorů členem Kuratoria.
V roce 1936 byl šéftrenérem československé reprezentace na olympijských hrách v Berlíně. Po druhé světové válce od roku 1945 byl jedním z trenérů reprezentace. V roce 1947 se s reprezentací účastnil mistrovství Evropy v boxu v irském Dublinu. 
Po roce 1948 mu scházelo trenérské vzdělání (diplom), které si nikdy nedodělal a tak nemohl s reprezentací cestovat do zahraničí. Jeho domovský oddíl BC Smíchov, přešel v rámci sjednocení tělovýchovy pod TJ Tatru Smíchov, kde se specializoval na výchovu pražské mládeže – Otakar Rademacher, Jindřich Trippé, Josef Malík. Z významných pražských osobností trénoval Theodora Pištěka nebo Karla Černocha. Jako trenér začátečníky do ringu nepouštěl. U něho mohl do ringu vstoupit pouze všestranně připravený závodník. Začátečníky nechal boxovat do pytlů, cvičit s medicinbaly, skákat přes švihadlo nebo hrát závodní hry.
S vedoucí trenérskou prací skončil po roce 1966, kdy procházel český boxing existenční krizí z důvodů dvou úmrtí v ringu. Tělovýchovná jednota Tatra Smíchov se rozhodla boxerský oddíl zrušit a majetek oddílu převést na nově vzniklý boxerský oddíl při TJ Uhelné sklady Praha. Mnoho věcí bylo z osobního vlastnictví Heřmánka, které pro oddíl pořídil ze svého. Snad nejvýraznějším dílem byl vlastní ring, který společně z dalšími dvěma členy (Kraus, Fišer) oddílu postavil v akci Z. Ring měl dle Fišera v roce 1966 nominální hodnotu 20 000 Kčs a prakticky za pár korun přešel do správy jiné tělovýchovy. Tehdejší předseda TJ Tatry Smíchov Karel Mrázek situaci komentoval slovy, že Heřmánkovy tréninkové metody jsou už passé (ve světě letí silový box ne technický) a on sám není ochoten svůj způsob výchovy mládeže změnit. "Kdepak, Jendo, dneska nemůžeš po klucích chtít, aby byli jako ze škatulky, aby se na trénink těšili jako na slavnost. Je jiná doba, buďme rádi, že vůbec přijdou. Pár let ještě trénoval mladé boxery v TJ Praga Praha v tělocvičně v Žitné ulici. Zemřel v roce 1978 v nedožitých 71 letech.
Bydlel v Holešovicích v ulici Poupětova 16/34. Původním povoláním byl knihovníkem, archivářem. Po roce 1948 pracoval jako dělník v ČKD Tatra Smíchov. S manželkou rozenou M. Švecovou (svatba v říjnu 1933) měl dcery.

## Výroky
| „                                | Boxer může prospěti více boxingu, když se ještě při plné síle věnuje výchově, ovšem musí míti za sebou delší závodní činnost a musí sám býti technický, aby mohl své zkušenosti předávati svěřencům. Základem boxerského výcviku jsou boxerské prvky, které musí přejíti boxeru do krve a masa. Vychovati technického boxera je rozhodně zdlouhavější práce, ale vyplatí se cvičiteli – ale hlavně boxerovi. | “ |
| — Lidová demokracie, 15. 5. 1949 | |   |

| „                        | Box je šerm pěstí, a ne rvačka. Umění je nejen dát ránu, ale také neinkasovat. Proto musíte ovládat nejen útok, ale hlavně i správnou obranu. To jsou zásady dobrého, technického borce. | “ |
| — Mladý svět č. 50 /1962 | |   |

Heřmánkovo desatero:
1. Boxing je nejlepší školou samostatnosti, odnaučuje spoléhat se na cizí pomoc. Toho by si měli být vědomi i rodiče!
2. Boxingem chlapce tělesně zocelujeme, vychováváme u nich bojovnou vůli.
3. Je uměním ránu dát, ale nedostat, v každé situaci osvědčit svou chytrost a připravenost.
4. Každý boxer musí především ovládat sebe a své vášně a nenechat se nikdy strhnout k nerozvážnostem.
5. Je třeba pracovat v přátelské součinnosti s kamarády pro svůj oddíl.
6. Slušné chování a skromnost – vlastnosti dobrého boxera.
7. Kdo chce vyniknout, nesmí dbát překážek a únavy, musí být k sobě přísný i v soukromém životě.
8. Chceš-li, aby se tvůj výkon zlepšil, prokaž pevnou vůli.
9. Každý útok i obrana musí být výsledkem promyšlenosti, nelze se spoléhat na náhodu.
10. Zbav se závisti a nezapomeň, že ani klepy do tělocvičny nepatří.